# Ascalenia vanella
Ascalenia vanella is een vlinder uit de familie prachtmotten (Cosmopterigidae). De wetenschappelijke naam is voor het eerst geldig gepubliceerd in 1860 door Frey.
De soort komt voor in Europa.